# Cucullia cita
Cucullia cita là một loài bướm đêm trong họ Noctuidae.